# Факундо Торрес
Факундо Торрес (ісп. Facundo Torres, нар. 13 квітня 2000, Монтевідео) — уругвайський футболіст, нападник американського клубу «Орландо Сіті».
Виступав, зокрема, за клуб «Пеньяроль», а також національну збірну Уругваю.

## Клубна кар'єра
Народився 13 квітня 2000 року в місті Монтевідео.
У дорослому футболі дебютував 2020 року виступами за команду «Пеньяроль», у якій провів два сезони, взявши участь у 52 матчах чемпіонату. Більшість часу, проведеного у складі «Пеньяроля», був основним гравцем атакувальної ланки команди.
До складу клубу «Орландо Сіті» приєднався 2022 року. Станом на 14 листопада 2022 року відіграв за команду з Орландо 34 матчі в національному чемпіонаті.

## Виступи за збірні
У 2017 році дебютував у складі юнацької збірної Уругваю (U-17), загалом на юнацькому рівні взяв участь у 28 іграх, відзначившись 14 забитими голами.
У 2021 році дебютував в офіційних матчах у складі національної збірної Уругваю.
У складі збірної був учасником розіграшу Кубка Америки 2021 року у Бразилії, чемпіонату світу 2022 року у Катарі.
| Дата       | Місто          | Господарі | Результат               | Гості     | Турнір                          | Голи | Примітки |
| ---------- | -------------- | --------- | ----------------------- | --------- | ------------------------------- | ---- | -------- |
| 3-6-2021   | Монтевідео     | Уругвай   | 0 – 0                   | Парагвай  | Відбір до ЧС 2022               | -    | 66'      |
| 8-6-2021   | Каракас        | Венесуела | 0 – 0                   | Уругвай   | Відбір до ЧС 2022               | -    | 69'      |
| 18-6-2021  | Бразиліа       | Аргентина | 1 – 0                   | Уругвай   | Копа Америка 2021 - 1-й етап    | -    | 70'      |
| 21-6-2021  | Куяба          | Уругвай   | 1 – 1                   | Чилі      | Копа Америка 2021 - 1-й етап    | -    | 60'      |
| 24-6-2021  | Куяба          | Болівія   | 0 – 2                   | Уругвай   | Копа Америка 2021 - 1-й етап    | -    | 73'      |
| 28-6-2021  | Ріо-де-Жанейро | Уругвай   | 1 – 0                   | Парагвай  | Копа Америка 2021 - 1-й етап    | -    | 46'      |
| 3-7-2021   | Бразиліа       | Уругвай   | 0 – 0 д.ч. (2 – 4 п.п.) | Колумбія  | Копа Америка 2021 - чвертьфінал | -    | 68'      |
| 14-10-2021 | Манаус         | Бразилія  | 4 – 1                   | Уругвай   | Відбір до ЧС 2022               | -    | 65'      |
| 12-11-2021 | Монтевідео     | Уругвай   | 0 – 1                   | Аргентина | Відбір до ЧС 2022               | -    | 64'      |
| 16-11-2021 | Ла-Пас         | Болівія   | 3 – 0                   | Уругвай   | Відбір до ЧС 2022               | -    |          |
| Усього     |                | Матчів    | 10                      |           | Голів                           | 0    |          |